# Villa Matamoros
Villa Matamoros är en ort i Mexiko.   Den ligger i kommunen Matamoros och delstaten Chihuahua, i den centrala delen av landet, 1 000 km nordväst om huvudstaden Mexico City. Villa Matamoros ligger 1 747 meter över havet och antalet invånare är 2 615.
Terrängen runt Villa Matamoros är en högslätt. Runt Villa Matamoros är det mycket glesbefolkat, med 3 invånare per kvadratkilometer. Villa Matamoros är det största samhället i trakten. Omgivningarna runt Villa Matamoros är i huvudsak ett öppet busklandskap.